# Sporonchulus coronatus
Sporonchulus coronatus is een rondwormensoort uit de familie van de Mononchidae. De wetenschappelijke naam van de soort is voor het eerst geldig gepubliceerd in 1956 door Carvalho.